# Kirkby cum Osgodby
Kirkby cum Osgodby var en civil parish fram till 1936 när blev den en del av Osgodby, i grevskapet Lincolnshire, i England. Civil parish var belägen 22 km från Lincoln och hade 322 invånare år 1931.